# Fals
Fals is een gemeente in het Franse departement Lot-et-Garonne (regio Nouvelle-Aquitaine) en telt 298 inwoners (2005). De plaats maakt deel uit van het arrondissement Agen.

## Geografie
De oppervlakte van Fals bedraagt 9,4 km², de bevolkingsdichtheid is 31,7 inwoners per km².
De onderstaande kaart toont de ligging van Fals met de belangrijkste infrastructuur en aangrenzende gemeenten.

## Demografie
Onderstaande figuur toont het verloop van het inwonertal (bron: INSEE-tellingen).